# Pietro Francavilla

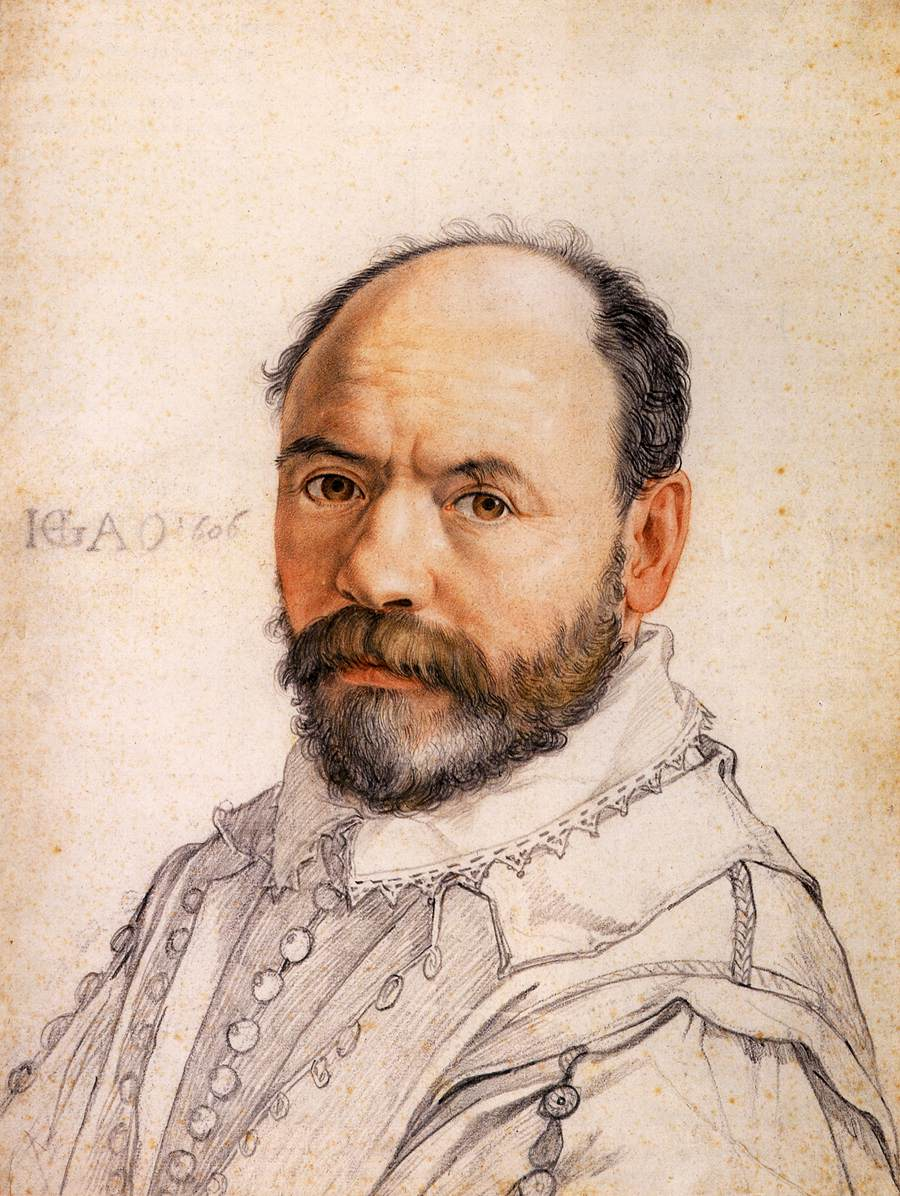
Pietro Francavilla, ritratto da Hendrik Goltzius

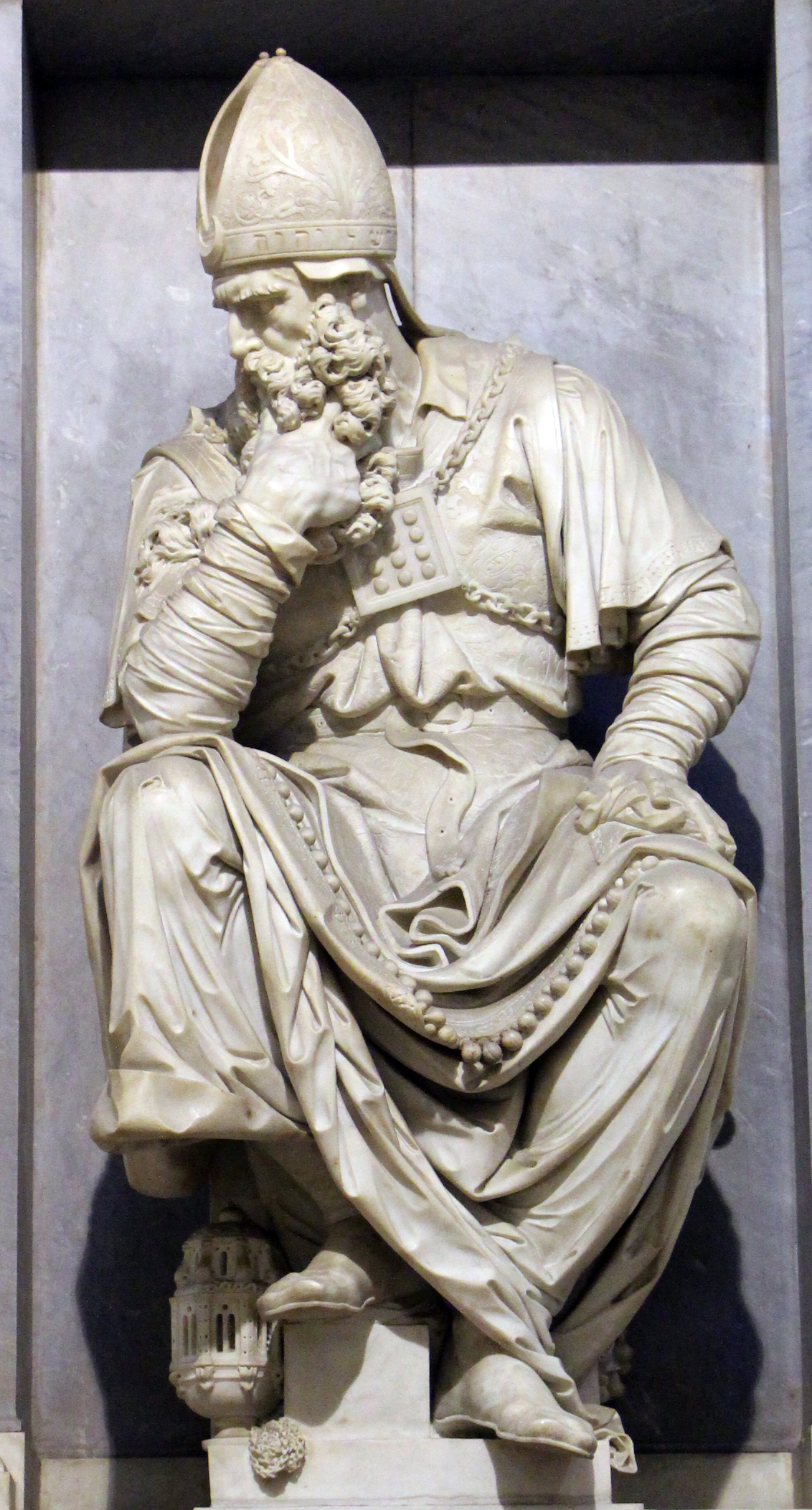
Aronne, Santa Croce, Firenze

Pietro Francavilla, nome italianizzato di Pierre de Francqueville (Cambrai, 1548 circa – Parigi, 1616), è stato uno scultore francese, che apprese a Firenze lo stile manierista e lo esportò in Francia.

## Biografia
La sua formazione fu varia, dalla Francia si recò a Innsbruck, dove è accreditato tra gli autori del Monumento funebre all'Imperatore Massimiliano I.
Arrivò in seguito in Italia, a Firenze, dove entrò nella bottega del più importante scultore della città, il Giambologna, straniero italianizzato come lui. La sua arte doveva essere già sviluppata se lo troviamo a fianco del suo maestro già nell'importante Ratto delle Sabine (1579-1583). I suoi primi incarichi individuali gli vennero passati proprio dal Giambologna, sempre sobissato dalle commissioni: nel 1574 realizzò una serie di statue per la Villa Bracci di Rovezzano, su incarico dell'Abate Antonio Bracci, due delle quali oggi sono al Victoria and Albert Museum di Londra, mentre le altre sono al Castello di Windsor.
Nel 1589 prese parte con numerosi altri artisti alla costruzione degli apparati decorativi per il matrimonio di Ferdinando I de' Medici con Cristina di Lorena.
Al 1590 risale la scultura per il Ponte Santa Trinita della Primavera. L'Estate e l'Autunno venivano scolpite dal suo amico-rivale Giovanni Caccini, mentre l'Inverno venne realizzato da Taddeo Landini.
All'inizio degli anni novanta scolpisce i due Monumenti al Granduca Ferdinando I de Medici su disegno di Giambologna e collocati nel 1594 all'angolo della scalinata della Cattedrale di Arezzo e presso l'attuale piazza Carrara di Pisa. Il Granduca, rappresentato in abiti militari contemporanei, si distacca dall'immagine eroica all'antica che era stata elaborata da Bandinelli per Cosimo I.
La scultura di Orfeo e Cerbero risale al 1598 e venne portata a Parigi da Girolamo Gondi, uno degli accompagnatori di Caterina de' Medici. L'opera venne molto ammirata, tanto che in seguito venne trasferita alla Reggia di Versailles (oggi è al Louvre).
Invitato dal re Enrico IV di Francia, tornò a Parigi nel 1601, lasciando il ruolo di primo assistente del Giambologna a Pietro Tacca.
Suo è anche il piedistallo della Statua equestre di Enrico IV di Francia, opera del Giambologna, terminata dopo la morte del maestro (1608) da Pietro Tacca a Firenze.
Suo figlio adottivo e principale discepolo fu Francesco Bordoni, che terminò alcune sue opere dopo la sua morte.
Lo stile del Francavilla risente di una certa discontinuità dovuta anche alla molteplicità di influenze della sua arte. Il suo merito principale fu comunque la diffusione dello stile manierista di radice fiorentina.

## Opere
- Giano e Giove, Galleria di Palazzo Bianco, Genova
- Giasone, Museo nazionale del Bargello, Firenze